# Gordon Flemyng
Pour les articles homonymes, voir Flemyng.
Gordon Flemyng est un réalisateur écossais né le 7 mars 1934 et mort le 12 juillet 1995. 
- Il a également réalisé de nombreux épisodes de séries TV dont certains de Chapeau melon et bottes de cuir et Le Saint entre autres.

Il est le père de deux fils dont Jason Flemyng qui est devenu acteur.

## Filmographie sélective
- 1963 : Juke-Box 65 (en) (Just for Fun)
- 1965 : Dr. Who et les Daleks (Dr Who and the Daleks)  avec Peter Cushing
- 1966 : Les Daleks envahissent la Terre (Daleks' Invasion Earth: 2150 A.D.) avec Peter Cushing
- 1968 : Le crime, c'est notre business (The Split) avec Jim Brown, Ernest Borgnine et Gene Hackman
- 1968 : La Grande Catherine (Great Catherine) avec Peter O'Toole et Jeanne Moreau
- 1970 : La Dernière Grenade (The Last grenade) avec Stanley Baker et Richard Attenborough